# Жилавеле (комуна)
Жилавеле (рум. Jilavele) — комуна у повіті Яломіца в Румунії. До складу комуни входять такі села (дані про населення за 2002 рік):
- Жилавеле (3299 осіб)
- Слетіоареле (492 особи)

Комуна розташована на відстані 49 км на північний схід від Бухареста, 69 км на захід від Слобозії, 138 км на південний захід від Галаца, 122 км на південний схід від Брашова.

## Населення
За даними перепису населення 2002 року у комуні проживала 3791 особа. Усі жителі комуни рідною мовою назвали румунську.
Національний склад населення комуни:
| Національність | Кількість осіб | Відсоток |
| -------------- | -------------- | -------- |
| румуни         | 3767           | 99,4%    |
| цигани         | 24             | 0,6%     |

Склад населення комуни за віросповіданням:
| Релігія       | Кількість осіб | Відсоток |
| ------------- | -------------- | -------- |
| православні   | 3779           | 99,7%    |
| лютерани      | 9              | 0,2%     |
| римо-католики | 2              | 0,1%     |
| атеїсти       | 1              | < 0,1%   |